# آلکساندر کلوگه
الکساندر کلوگه (آلمانی: Alexander Kluge؛ زادهٔ ۱۴ فوریهٔ ۱۹۳۲) یک کارگردان فیلم، فیلم‌نامه‌نویس و نویسندۀ اهل آلمان است.

## زندگی‌نامه
کلوگه زادهٔ ۱۹۳۲ در هالبراشتات آلمان است. او بعد از تحصیل حقوق و تاریخ، نخستین کتابش به نام «ادارهٔ دانشگاه» را در ۱۹۵۸ منتشر می‌سازد. پس از این واقعه به سینما جذب شده و در ۵۹–۱۹۵۸ دستیار فریتز لانگ می‌شود. کلوگه مراحل مختلف را به زودی طی کرده و سرانجام نخستین فیلم کوتاهش را در ۱۹۶۰ می سازد. مدتی از ساختن فیلم دست می‌کشد تا اینکه از سال ۱۹۶۳ فیلمنامهٔ چند فیلم را می‌نویسد و پس از سه سال فعالیت در این زمینه، در ۱۹۶۶ اولین فیلم بلندش را می‌سازد.
از جملهٔ کتاب‌هایی که نوشته می‌توان «سیاست فرهنگی و کنترل مخارج» (۱۹۶۱)، «شرح زندگی» (۱۹۶۲)، «توصیف نبرد» (۱۹۶۶۴) را نام برد.
خواهر وی الکساندرا کلوگه هنرپیشۀ سینماست.

## بخشی از فیلم‌شناسی
- وداع از دیروز (۱۹۶۶)
- سیرک‌بازان زیر گنبد سیرک: سرگشته (۱۹۶۸)
- ناتوان (۱۹۶۸)
- پزشکی از شهر نیمه‌شده (۱۹۶۹)
- لنی پیکرت رام‌نشدنی (۱۹۶۹)
- نمودار بیماری درجه‌دار در اندازهٔ درخت (۱۹۷۱)
- مانع بزرگ (۱۹۷۱)
- ویلی توبلر و سقوط ناوگان ششم (۱۹۷۱)
- کار گهگدار کنیزک (۱۹۷۳)
- فردیناند قوی (۱۹۷۶)

## جوایز
کلوگه برندۀ جوایزی همچون جایزۀ گئورگ بوشنر شده است. او جایزۀ شیر طلایی جشنوارۀ فیلم ونیز را نیز دریافت کرده است.